# Utah Film Critics Association Awards 2007
Na 2. ročník předávání cen asociace Utah Film Critics Association Awards se předávaly ocenění v těchto kategoriích.

## Top 10 nejlepších filmů
- Tahle země není pro starý
- Juno
- Michael Clayton
- Až na krev
- Zabití Jesseho Jamese zbabělcem Robertem Fordem
- Útěk do divočiny
- Zbouchnutá
- Beze mě: Šest tváří Boba Dylana
- 3:10 Vlak do Yumy
- Once

## Vítězové
Nejlepší film:
1. Tahle země není pro starý
2. Juno

Nejlepší režisér:

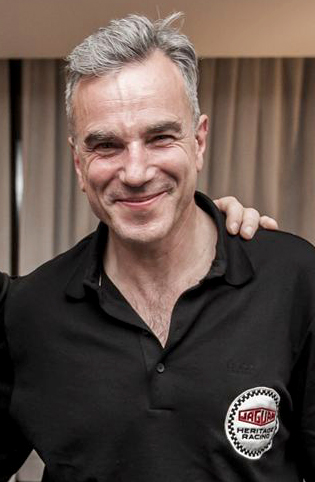
Daniel Day-Lewis, vítěz v kategorii nejlepší mužský herecký výkon v hlavní roli

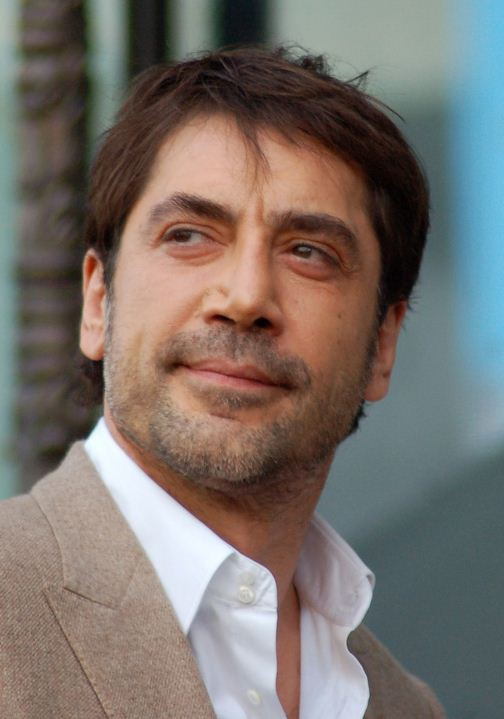
Javier Bardem, vítěz v kategorii nejlepší mužský herecký výkon ve vedlejší roli

1. Bratři Coenové – Tahle země není pro starý
2. Paul Thomas Anderson – Až na krev

Nejlepší herec v hlavní roli:
1. Daniel Day-Lewis – Až na krev
2. Casey Affleck – Zabití Jesseho Jamese zbabělcem Robertem Fordem

Nejlepší herečka v hlavní roli:
1. Ellen Page – Juno
2. Amy Adams – Kouzelná romance

Nejlepší herec ve vedlejší roli:
1. Javier Bardem – Tahle země není pro starý
2. Hal Holbrook – Útěk do divočiny

Nejlepší herečka ve vedlejší roli:
1. Amy Ryan – Gone Baby Gone
2. Cate Blanchett – Beze mě: Šest tváří Boba Dylana

Nejlepší scénář:
1. Bratři Coenové – Tahle země není pro starý
2. Diablo Cody – Juno

Nejlepší dokument:
1. The King of Kong
2. To by svedlo každé dítě

Nejlepší cizojazyčný film:
1. Mutant  (Jižní Korea)
2. Skafandr a motýl (Francie)

Nejlepší animovaný film:
1. Ratatouille
2. Simpsonovi ve filmu